# Droga krajowa N09 (Ukraina)
Droga krajowa N09 (ukr. Автошлях Н 09) – droga krajowa na Ukrainie. Rozpoczyna się w Mukaczewie, następnie biegnie na południowy wschód a potem na północny zachód przez Chust, Tiacziwę, Rachów, Jasinę, Przełęcz Tatarską, Jaremczę, Nadwórnę, Iwano-Frankiwsk, Halicz (dawne miasto stoliczne Rusi halicko-wołyńskiej), Bursztyn, Rohatyn, Bóbrkę i kończy się we Lwowie. Droga ma 422 km i przechodzi przez 3 obwody: zakarpacki, iwanofrankiwski oraz lwowski.

## Historia
W czasie zaborze austriackiego trasa ta była częścią drogi cesarskiej w Królestwie Galicji i Lodomerii (Podolier Reichsstraße). W dwudziestoleciu międzywojennym trasa ta łączyła Lwów z Jabłonicą i została zakwalifikowana jako droga państwowa.
W październiku 2014 odcinki drogi koło dawnego miasteczka Bołszowce oraz w Rohatynie były w bardzo złym stanie. 11 marca 2016 odbyły się uroczystości z powodu zakończenia renowacji drogi na odcinku Lwów – Iwano-Frankiwsk.